# Ophiacantha adiaphora
Ophiacantha adiaphora är en ormstjärneart som beskrevs av Hubert Lyman Clark 1911. Ophiacantha adiaphora ingår i släktet Ophiacantha och familjen knotterormstjärnor. Inga underarter finns listade i Catalogue of Life.